# Dreiband-Weltmeisterschaft der Damen

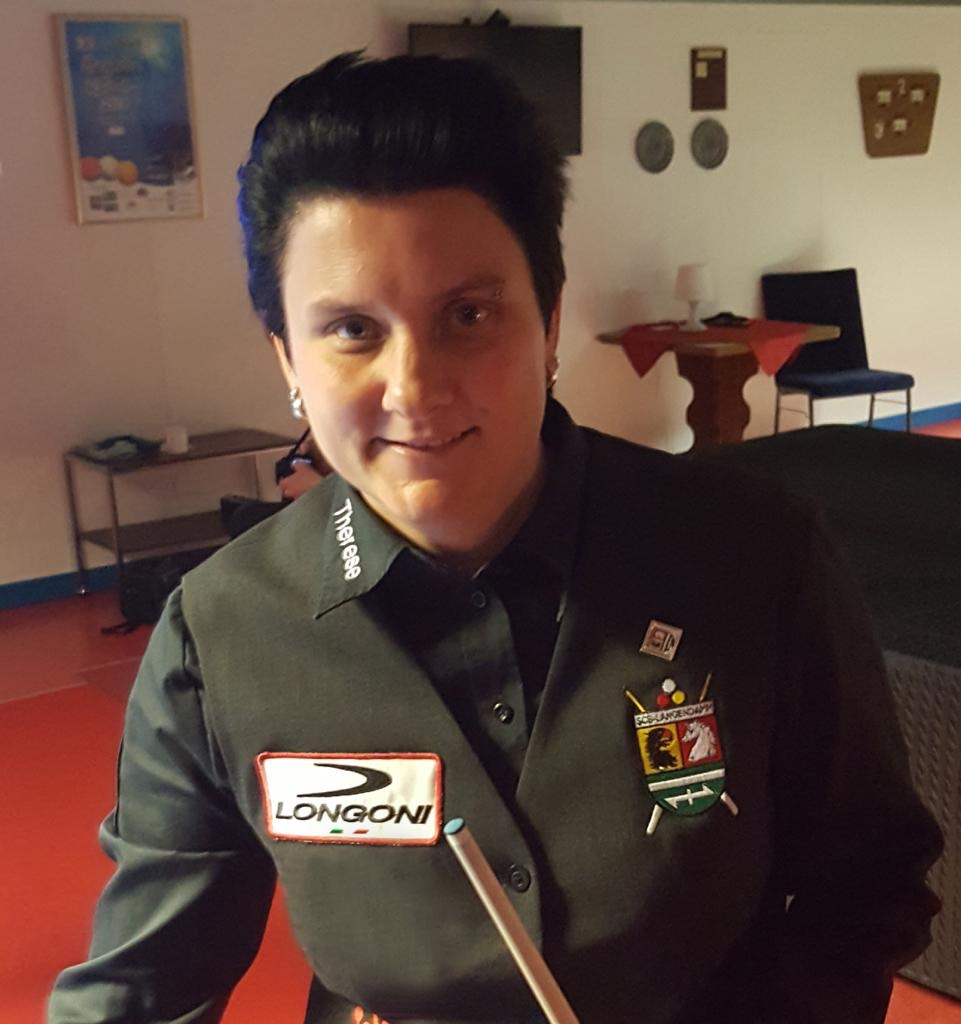
Die Rekord-Weltmeisterin Therese Klompenhouwer

Die Damen-Dreiband-Weltmeisterschaft wird seit 2004 in der Karambolagevariante Dreiband ausgetragen. 1999 und 2002 gab es zwei Vorläuferturniere.

## Geschichte
Durch die positive Entwicklung der World Challenge Turniere und Weltmeisterschaften der Junioren wurde der Ruf nach einem ähnlichen Turnier bei den Damen immer lauter. Aus diesem Grund wurde um das Jahr 2000 die Dreiband-Szene der Damen verstärkt gefördert. Dazu wurde in den Niederlanden, Belgien, Deutschland und Spanien eine sogenannte Ladies Tour organisiert. Wie bei den Junioren wurde zunächst ein Probelauf gestartet, 1999 die „Ladies World Masters“ in den Niederlanden und 2002 die „1st World Challenge“ in Spanien. 2004 fand dann endlich, mit Genehmigung des Karambolage-Weltverbandes UMB (Union Mondiale de Billard), die erste offizielle WM statt. Geplant war, dass sie alle zwei Jahre im Wechsel mit der Junioren-Dreiband-Weltmeisterschaft bzw. Damen-Dreiband-Europameisterschaft ausgetragen wird. 2010 fand jedoch keine Weltmeisterschaft statt. Ausgerichtet wird sie von der UMB.
Die Japanerin Orie Hida hat von 1999 bis 2008 alle Turniere gewonnen und ist damit alleinige Rekordtitelinhaberin. Abgelöst wurde sie 2012 von Natsumi Higashiuchi, ebenfalls aus Japan. Bei Weltmeisterschaften führt Therese Klompenhouwer mit fünf Titeln.

### Zusammenfassung WM 2012
Die amtierende Vizeweltmeisterin Karina Jetten aus den Niederlanden schaffte es 2012, die japanische Seriengewinnerin im letzten Spiel der Qualifikation knapp mit 25:24 zu besiegen und damit vorzeitig aus dem Turnier zu werfen. Zuvor hatte Hida schon gegen ihre japanische Kollegin Namiko Hayashi klar mit 13:25 verloren und damit in der Gruppenphase nur Platz 3 erreicht. Mit 0,826 hatte sie zwar den besten Generaldurchschnitt, die Platzierung reichte aber nicht für das Viertelfinale.
Die Finalrunde wurde ab dem Viertelfinale ausgetragen. Das Feld wurde von den Asiatinnen (4 Japanerinnen und 2 Koreanerinnen) dominiert. Allein die Niederlande konnten mit Karina Jetten und Therese Klompenhouwer zwei Europäerinnen ins Finale schicken. Alle Japanerinnen konnten sich im Viertelfinale gegen ihre Konkurrentinnen durchsetzen, sodass schon das Halbfinale zu einer internen Angelegenheit des Gastgeberlandes wurde. Im Finale setzte sich dann Natsumi Higashiuchi klar mit 25:15 in 19 Aufnahmen (ED 1,316) gegen Yuko Nishimoto durch. Sie spielte damit auch den besten Einzeldurchschnitt des Turniers. Japan konnte damit wieder einmal die Siegerin stellen und hält nun alle sechs Titel (incl. Vorturniere). Die Deutschtürkin Gülşen Degener spielte ebenfalls unter ihrer gewohnten Leistung und kam im Endklassement nur auf Platz 10. Aus europäischer Sicht galt Therese Klompenhouwer als Nachfolgerin Hidas und Favoritin des Turniers, aber auch sie scheiterte im Viertelfinale und stand am Ende auf Platz 7. Anfang Dezember wird sie als einzige Frau am dritten Dreiband-Weltcup des Jahres im ägyptischen Hurghada teilnehmen. Insgesamt gesehen schaffte es keine der Spielerinnen, einen GD über 1 zu spielen, sie liegen dabei weit unterhalb des Niveaus von 1999. Bei den Herren lag der beste GD der letzten WM bei 1,983, gespielt von Eddy Merckx. Allerdings dürfte die Tatsache, dass sowohl alle Titelträgerinnen der WM als auch alle Podestplatzierungen der letzten WM aus demselben Land kommen, im Billardsport einmalig sein. Von allen 24 bisher vergebenen Medaillen hat Japan 14 mit nach Hause nehmen können.

## Turniermodus
Bei den beiden „Probeturnieren“ wurde zunächst auf eine feste Punktedistanz gespielt, diese wurde dann bei den offiziellen Weltmeisterschaften zugunsten des Satzsystems aufgegeben. Für alle Turniere gilt, dass der 3. Platz nicht ausgespielt wurde/wird und es damit zwei Bronzemedaillengewinnerinnen gab/gibt.

### Vorläuferturniere
1999 bei den „Ladies World Masters“ gab es acht Teilnehmerinnen, die in zwei Gruppen zu je vier Spielerinnen aufgeteilt waren. In der Vorrunde spielte man auf 25 Punkte, ab dem Halbfinale dann auf 30 Punkte.
2002 verdoppelte sich die Teilnehmerzahl auf 16 in vier Gruppen zu je vier Spielerinnen. Anders als zu den „Ladies World Masters“ wurde während des gesamten Turniers auf 30 Punkte mit einer Aufnahmebegrenzung von 60 gespielt.

### Weltmeisterschaften
- Bei der ersten Weltmeisterschaft 2004 wurde das Spielsystem geändert und auf zwei Gewinnsätze zu je 10 Punkten, ab 2006 dann auf 12 Punkte je Satz gespielt.
- 2012 wurde erstmals auch bei den Damen die Shot clock eingeführt und auf 40 Sekunden gestellt.
- Die Teilnehmerzahl von 16 wurde beibehalten, ebenso wie die Gruppenaufteilung. 2008 wurde dann neuerlich dahingehend geändert, dass nun in der Gruppenphase auf Gewinnpartien (Best of 3) mit Nachstoß gespielt wurde. 2019 wird erstmals mit einem Teilnehmerfeld von 24 gespielt.[8]

| Runde         | Modus                   | Distanz | Nachstoß                              | Penalty                               | Shot clock |
| ------------- | ----------------------- | ------- | ------------------------------------- | ------------------------------------- | ---------- |
| Gruppenphase  | 3er-Gruppe, Round Robin | 25      | Grünes Häkchensymbol für ja           | Rotes X oder Kreuzchensymbol für nein | 2× 40s     |
| ab 8el-Finale | Einzel, K.-o.-System    | 30      | Rotes X oder Kreuzchensymbol für nein | Rotes X oder Kreuzchensymbol für nein | 2× 40s     |

## Preisgelder und Weltranglistenpunkte
Erstmals wurden 2018 Preisgelder bei der WM ausgelobt, 2024 wurde das Preisgeld weiter erhöht.
|                | Preis- geld (€) | WRL- Punkte |
| -------------- | --------------- | ----------- |
| Sieger         | (1×) 10.000     | 120         |
| Finalist       | (1×) 6.000      | 81          |
| Halbfinalisten | (2×) 4.000      | 57          |
| 05. – 08.      | (4×) 3.000      | 39          |
| 09. – 16.      | (8×) 2.000      | 24          |
| 17. – 24.      | (8×) 1.000      | 12          |
| Insgesamt      | 60.000          | –           |

## Turnierstatistik
Der GD gibt den Generaldurchschnitt der jeweiligen Spielerin während des Turniers an.
| Vorläuferturniere zur Weltmeisterschaft | Vorläuferturniere zur Weltmeisterschaft | Vorläuferturniere zur Weltmeisterschaft | Vorläuferturniere zur Weltmeisterschaft | Vorläuferturniere zur Weltmeisterschaft | Vorläuferturniere zur Weltmeisterschaft | Vorläuferturniere zur Weltmeisterschaft | Vorläuferturniere zur Weltmeisterschaft | Vorläuferturniere zur Weltmeisterschaft | Vorläuferturniere zur Weltmeisterschaft | Vorläuferturniere zur Weltmeisterschaft |
| Nr.                                     | Jahr                                    | Ort                                     | Siegerin                                | GD                                      | Zweitplatzierte                         | GD                                      | Halbfinalistin 1                        | GD                                      | Halbfinalistin 2                        | GD                                      |
| --------------------------------------- | --------------------------------------- | --------------------------------------- | --------------------------------------- | --------------------------------------- | --------------------------------------- | --------------------------------------- | --------------------------------------- | --------------------------------------- | --------------------------------------- | --------------------------------------- |
| -                                       | 1999*1                                  | Heemstede                               | Orie Hida                               | 1,080                                   | Gerrie Geelen                           | 0,723                                   | Maggy Bley                              | 0,517                                   | Natascha Al-Mamar                       | 0,387                                   |
| -                                       | 2002*2                                  | Gandia                                  | Orie Hida                               | 0,857                                   | Ayako Maehara                           | 0,572                                   | Kazumi Hida                             | 0,652                                   | Gülşen Degener                          | 0,581                                   |
| Weltmeisterschaften                     |                                         |                                         |                                         |                                         |                                         |                                         |                                         |                                         |                                         |                                         |
| 1                                       | 2004                                    | Valencia                                | Orie Hida                               | 0,718                                   | Gerrie Geelen                           | 0,578                                   | Akane Imaizumi                          | 0,600                                   | Ayako Maehara                           | 0,715                                   |
| 2                                       | 2006                                    | Hoensbroek                              | Orie Hida                               | 0,815                                   | Therese Klompenhouwer                   | 0,701                                   | Gülşen Degener                          | 0,601                                   | Ayako Maehara                           | 0,878                                   |
| 3                                       | 2008                                    | Sivas                                   | Orie Hida                               | 0,947                                   | Karina Jetten                           | 0,523                                   | Gülşen Degener                          | 0,543                                   | Park Su-ah                              | 0,480                                   |
| 4                                       | 2012                                    | Tokio                                   | Natsumi Higashiuchi                     | 0,753                                   | Yuko Nishimoto                          | 0,773                                   | Ayaka Fukumoto                          | 0,693                                   | Namiko Hayashi                          | 0,633                                   |
| 5                                       | 2014                                    | Sinop                                   | Therese Klompenhouwer                   | 1,102                                   | Yuko Nishimoto                          | 0,733                                   | Lee Shin-young                          | 0,660                                   | Danielle le Bruijn                      | 0,605                                   |
| 6                                       | 2016                                    | Guri                                    | Therese Klompenhouwer                   | 1,122                                   | Lee Mee-rae                             | 0,825                                   | Yuko Nishimoto                          | 0,677                                   | Orie Hida                               | 0,881                                   |
| 7                                       | 2017                                    | Zoersel                                 | Orie Hida                               | 0,868                                   | Lee Mee-rae                             | 0,640                                   | Gülşen Degener                          | 0,703                                   | Marianne Mortensen                      | 0,601                                   |
| 8                                       | 2018                                    | Izmir                                   | Therese Klompenhouwer                   | 0,887                                   | Orie Hida                               | 1,082                                   | Sruong Pheavy                           | 0,884                                   | Gülşen Degener                          | 0,729                                   |
| 9                                       | 2019                                    | Valencia                                | Therese Klompenhouwer                   | 1,125                                   | Orie Hida                               | 0,981                                   | Sruong Pheavy                           | 0,696                                   | Ayako Sakai                             | 0,664                                   |
|                                         | 2020: ausgefallen wg. COVID-19-Pandemie |                                         |                                         |                                         |                                         |                                         |                                         |                                         |                                         |                                         |
|                                         | 2021: ausgefallen wg. COVID-19-Pandemie |                                         |                                         |                                         |                                         |                                         |                                         |                                         |                                         |                                         |
| 10                                      | 2022                                    | Heerhugowaard                           | Therese Klompenhouwer                   | 1,393                                   | Han Jieun                               | 0,776                                   | Yuko Nishimoto                          | 0,605                                   | Noriko Fukao                            | 0,596                                   |
| 11                                      | 2023                                    | Ankara                                  | Lee Shin-young                          | 0,894                                   | Yuko Nishimoto                          | 0,882                                   | Kim Ha-eun                              | 0,782                                   | Mirjam Pruim                            | 0,570                                   |
| 12                                      | 2024                                    | Blois                                   | Charlotte Sörensen                      | 0,821                                   | Therese Klompenhouwer                   | 1,069                                   | Karina Jetten                           | 0,675                                   | Nguyen Nhi Hoangyen                     | 0,616                                   |
| 13                                      | 2025                                    | Cartagena                               |                                         | -                                       |                                         | -                                       |                                         | -                                       |                                         | -                                       |

Anmerkungen
*1 Vorturnier als „Ladies World Masters“
*2 Vorturnier als „1st World Challenge“